# Apotactis citroptila
Apotactis citroptila är en fjärilsart som beskrevs av Edward Meyrick 1933. Apotactis citroptila ingår i släktet Apotactis och familjen stävmalar. Inga underarter finns listade i Catalogue of Life.